# 核燃料循環資訊系統
核燃料循環資訊系統（Nuclear Fuel Cycle Information System，NFCIS）是由國際原子能機構（IAEA）維護的民用和商用核燃料循環國際數據庫。NFCIS是構成綜合核燃料循環資訊系統的五個數據庫之一。NFCIS是一個由國際原子能機構（IAEA）組成的數據庫。根據IAEA網站，截至2016年6月14日，NFCIS已掌握了與位於全球54個國家/地區的650個不同設施有關的資訊。核燃料循環資訊系統的資料來自原子能機構成員國以及其他公共資訊來源。這個核燃料循環資訊系統被認為是一種核保障。
NFC資訊系統數據庫自1980年代最初開發以來一直持續不斷地在發展。目前的數據庫提供了有關IAEA核燃料循環數據庫目前以及未來打算監測的設施類型的相關資訊。其他存儲在數據庫中的資訊包括：每個工廠的運營活動，以及每個工廠的生產運營水平。這其中還包括了參與核燃料循環資訊系統的工廠的一些簡短描述。這些資訊是透過參與國每幾年回覆一次的關於其核燃料儲存和生產設施的調查問卷收集的。

## NFCIS的目的
NFCIS的主要目標是向國際原子能機構、其成員國和公眾提供有關世界各地核燃料循環設施過去、現在和未來運營的準確資訊。更廣泛地說，NFCIS為國際原子能機構促進世界各地和平維護原子能的目標做出了貢獻。

## 核燃料循環資訊系統的歷史
NFCIS創建於1980年代。自發現核燃料以來，許多國家開始生產和儲存這種材料，於是NFCIS便成為了國際原子能機構引入的一個必要計劃。我們已經不可能回到沒有他們的世界了。這個數據庫可以幫助國際原子能機構保持對這些危險武器的控制，並允許系統監控全球供應。自成立以來，資料庫經歷了各種更新。最近的一次在1998年，NFCIS進行了更新以優化互聯網訪問。在目前的版本中，NFCIS的伺服器上擁有結構數據庫。用戶可以通過一系列搜索選項查詢結果。

## 核燃料循環
核燃料循環涉及開發和準備核能的整個過程。它從礦石的開採開始，然後在核電站將這些物質轉化為核燃料。核燃料循環還涉及在這些設施內處理和監測核廢料。

## 國際原子能機構
國際原子能機構成立於1957年，當時核能仍在不斷發展，各國政府及其人民對全球核能威脅的潛在威脅越來越擔憂。它的總部設在奧地利維也納。自1957年以來，原子能機構也在加拿大多倫多、日本東京、美國紐約市和瑞士日內瓦增設了辦事處。國際原子能機構的目標是以安全、受控和和平的方式維護世界各地的核技術。該組織與聯合國合作，以實現他們的目標並維持他們期望的安全水平。這個資料庫被稱為核燃料迴圈資訊系統（NFCIS），也由國際原子能機構維護。

## 參閱
- 綜合核燃料循環資訊系統（英语：Integrated Nuclear Fuel Cycle Information System）

## 外部連結
- IAEA - Integrated nuclear fuel cycle information system （页面存档备份，存于）